# 10272 Yuko
10272 Yuko eller 1981 EF13 är en asteroid i huvudbältet som upptäcktes den 1 mars 1981 av den amerikanska astronomen Schelte J. Bus vid Siding Spring-observatoriet. Den är uppkallad efter Yuko Kimura.
Asteroiden har en diameter på ungefär 4 kilometer.